# Mateo Cerezo

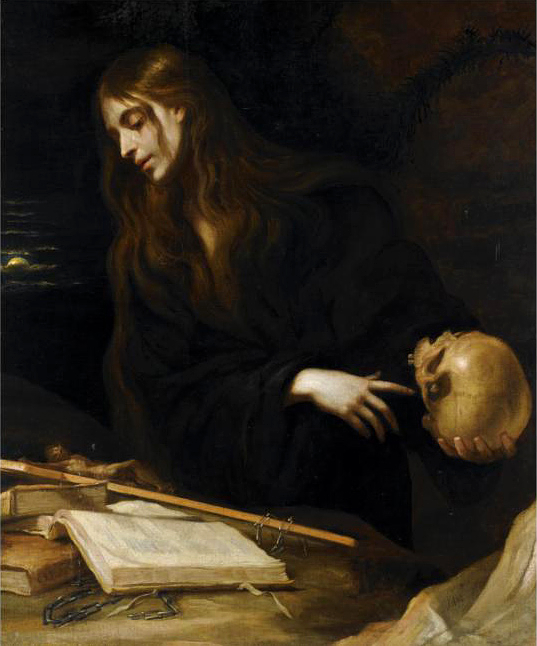
Maria Magdalena, per Mateo Cerezo.

Mateo Cerezo (Burgos, 19 d'abril de 1637 – Madrid, 29 de juny de 1666) fou un pintor barroc espanyol, fill i deixeble de Mateo Cerezo el Vell, també pintor.
Es va formar amb el seu pare en pintura religiosa. El 1641 es va traslladar a Madrid, on va ser deixeble de Juan Carreño de Miranda i és possible que també estudiés amb Antonio de Pereda. Entre 1656 i 1659 va treballar tant a Burgos com a Valladolid, instal·lant-se definitivament a Madrid el 1660. Va tractar temes religiosos i bodegons. Va morir jove, als quaranta anys, de manera que la seva obra conservada és escassa, i gran part d'ella es pot contemplar al Museu del Prado de Madrid, així com al Museu de Burgos.

## Estil
El seu estil va ser típicament tocat pel tenebrisme, i en ell s'observen reminiscències del seu mestre Carreño, de Francisco de Herrera, de Tiziano, de Juan van der Hamen i d'Anthony van Dyck. La seva paleta de colors és càlida i variada i les seves composicions tenen una particular elegància. A Catalunya es pot veure una obra seva, un Sant Joan Evangelista al Museu Nacional d'Art de Catalunya, a Barcelona.

## Obres rellevants

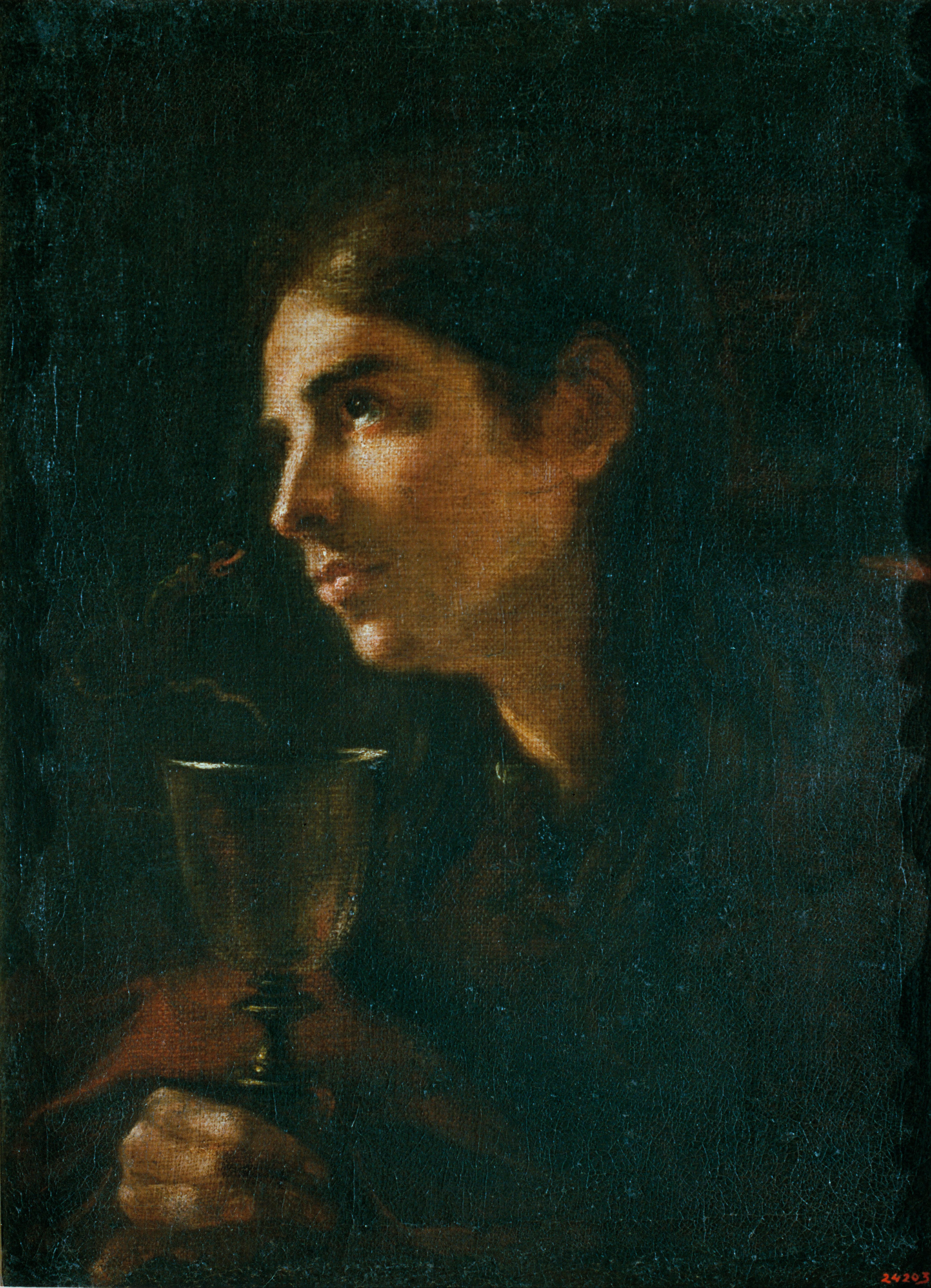
Sant Joan Evangelista (MNAC).

- Diverses Magdalenes, destacant la del Mauritshuis, La Haia.
- Ecce Homo, 1650, Museu de Belles Arts de Budapest.
- Assumpció de Maria, c. 1650, Museu del Prado, Madrid.
- Crist a la creu, Catedral de Burgos.
- Magdalena penitent,1661, Rijksmuseum, Amsterdam.
- Sant Agustí, 1663
- Magdalena penitent, 1664, Galeria Czernin, Viena.
- Casament mística de Santa Caterina. Museu del Prado, Madrid.
- Natura morta de cuina. Museu del Prado, Madrid
- Una pobra ànima davant del tribunal, Museu del Prado, Madrid.
- Desposorios místicos de Santa Catalina, Museu del Prado, Madrid.
- Aparición de la Virgen a San Francisco, Museo Lázaro Galdiano
- Sant Joan Evangelista, Mnac